# Верхівська сільська рада (Острозький район)
Ве́рхівська сільська́ ра́да — колишній орган місцевого самоврядування в Острозькому районі Рівненської області. Адміністративний центр — село Верхів.

## Загальні відомості
- Верхівська сільська рада утворена в 1940 році.
- Територія ради: 31,06 км²
- Населення ради: 771 особа (станом на 2001 рік)

## Населені пункти
Сільській раді були підпорядковані населені пункти:
- с. Верхів
- с. Лебеді
- с. Шлях

## Склад ради
Рада складалася з 12 депутатів та голови.
- Голова ради: Кучер Ростислав Петрович
- Секретар ради: Прокопчук Надія Іванівна

### Керівний склад попередніх скликань
| Прізвище, ім'я, по батькові  | Основні відомості                                                                                   | Дата обрання | Дата звільнення |
| ---------------------------- | --------------------------------------------------------------------------------------------------- | ------------ | --------------- |
| Барабаш Віктор Олександрович | Сільський голова, 1965 року народження, освіта середня спеціальна, член Української Народної Партії | 26.03.2006   | 31.10.2010      |
| Барабаш Віктор Олександрович | Сільський голова, 1965 року народження, освіта середня спеціальна, член Української Народної Партії | 31.10.2010   |                 |

Примітка: таблиця складена за даними сайту Верховної Ради України